# Erannis fumosa
Erannis fumosa là một loài bướm đêm trong họ Geometridae.